# Dębowe Pole
Dębowe Pole – wieś sołecka w Polsce, położona w województwie mazowieckim, w powiecie lipskim, w gminie Sienno.
| SIMC    | Nazwa    | Rodzaj    |
| ------- | -------- | --------- |
| 1054340 | Izabelin | część wsi |
| 1054446 | Polesie  | część wsi |

W latach 1975–1998 miejscowość administracyjnie należała do województwa radomskiego.
17 października 1943 żandarmeria niemiecka zabiła dwie osoby i spaliła jedno gospodarstwo. Wcześniej ten sam oddział spacyfikował wsie Zawały i Mołdawa.
28 sierpnia 1944 do wsi przybyło około 60 własowców. Gwałcili kobiety, rabowali dobytek i palili wieś. Na pomoc mieszkańcom ruszył oddział AK pod dowództwem „Gorliwego”. Zabito kilku własowców. Na odgłos walki do wsi przybyły jednostki niemieckie. Niemcy zamordowali 7 osób i spalili ponad 20 gospodarstw.
Wierni Kościoła rzymskokatolickiego należą do parafii św. Mikołaja w Grabowcu lub do parafii św. Zygmunta w Siennie.